# 4-й Лесной переулок
Четвёртый Лесно́й переу́лок — улица в центре Москвы в Тверском районе от 2-го Лесного переулка.

## Происхождение названия
Лесные переулки в Москве (с 1-го по 4-й) так же, как и Лесная улица получили название в XIX веке по находившимся здесь с XVIII века лесным складам.

## Описание
4-й Лесной переулок начинается от 2-го Лесного, проходит на юго-запад параллельно 3-му Лесному, выходит на 1-й Лесной вблизи Бутырского Вала.

## Примечательные здания
По нечётной стороне:
- № 11 — Центр социологических и правовых исследований;

По чётной стороне:
- № 4 —Офисное здание «Капитал Плаза» (2002—2004, архитекторы А. Скокан, А. Гнездилов, И. Вахонин и другие)[1] (с 2014 года — бизнес-центр "White Stone")[2]
- № 6 — Школа № 142 им. Н. А. Островского.